# Paka (kulle)
Paka är en kulle i Kenya.   Den ligger i länet Baringo, i den centrala delen av landet, 250 km norr om huvudstaden Nairobi. Toppen på Paka är 1 685 meter över havet, eller 468 meter över den omgivande terrängen. Bredden vid basen är 12,1 km.
Terrängen runt Paka är kuperad åt nordväst, men åt sydost är den platt. Runt Paka är det ganska glesbefolkat, med 26 invånare per kvadratkilometer. Det finns inga samhällen i närheten. Trakten runt Paka består i huvudsak av gräsmarker.